# Synagoga w Turku (Finlandia)
Synagoga w Turku (fiń. Turun synagoga, szw. Åbo synagoga) – jedna z dwóch czynnych synagog w Finlandii, znajdująca się w Turku, w dystrykcie VII.
Synagoga została zbudowana w 1912 roku, według projektu architektów Augusta Krooka i J.E. Hinderssona, w stylu historycznym z elementami mauretańskimi. Jest jednym z bardziej oryginalnych budynków w mieście ze względu na swój styl oraz wielką kopułę, znajdująca się bezpośrednio nad salą główną.